# Bộ Cam (甘)
Bộ Cam, bộ thứ 99 có nghĩa là "ngọt" là 1 trong 23 bộ có 5 nét trong số 214 bộ thủ Khang Hy.
Trong Từ điển Khang Hy có 22 chữ (trong số hơn 40.000) được tìm thấy chứa bộ này.

## Tự hình Bộ Cam (甘)

Giáp cốt văn
Kim văn
Đại triện
Tiểu triện

## Chữ thuộc Bộ Cam (甘)
| Số nét bổ sung | Chữ                |
| -------------- | ------------------ |
| 0              | 甘/cam/            |
| 3              | 甙/đại/            |
| 4              | 甚/thậm/           |
| 6              | 甛/điềm/ 甜/điềm/  |
| 8              | 甝/hàm/ 甞/thường/ |